# James Bowman (Sänger)
James Thomas Bowman (* 6. November 1941 in Oxford; † 27. März 2023 in Redhill) war ein britischer Opernsänger (Countertenor). Sein Repertoire umfasste nicht nur Opern, sondern auch Oratorien und zeitgenössische Musik.

## Leben
Nach Auftritten als Junge im Kirchenchor der Kathedrale von Ely und einem Studium am New College an der Universität Oxford begann Bowman seine Bühnenkarriere 1967 mit einem Auftritt als Oberon in der Oper A Midsummer Night's Dream von Benjamin Britten. 1970 trat er in Glyndebourne in Francesco Cavallis Oper La Calisto und 1971 in der Londoner English National Opera in Händels Semele auf, und 1973 wirkte er bei der Uraufführung von Brittens letzter Oper Death in Venice mit.
Bowman trat an zahlreichen großen Opernhäusern der Welt auf, darunter in London (English National Opera und Royal Opera House), Wien, Mailand, Verona, Amsterdam, Paris, Straßburg, Aix-en-Provence, San Francisco und Sydney, konzentrierte sich später jedoch auf Konzertauftritte. Neben der Zusammenarbeit mit Britten wirkte er bei Uraufführungen von weiteren zeitgenössischen Komponisten wie Geoffrey Burgon, Alan Ridout, Richard Rodney Bennett und Michael Nyman mit. Er nahm über 180 Schallplatten auf und arbeitete dabei mit führenden Dirigenten wie Nikolaus Harnoncourt, Frans Brüggen, Christopher Hogwood, John Eliot Gardiner, Roger Norrington und Gustav Leonhardt zusammen.
James Bowman erhielt zahlreiche Auszeichnungen. Unter anderem wurde er 1992 in den französischen Ordre des Arts et des Lettres aufgenommen und erhielt die Ehrenmedaille der Stadt Paris. Im selben Jahr wurde er von der Universität Newcastle zum Doktor der Musik ehrenhalber ernannt, und im Juni 1997 wurde er Commander of the Order of the British Empire.
Bowman zog sich 2011/2012 aus dem Konzertleben auf den großen Bühnen zurück und trat nur noch vereinzelt in der englischen Provinz auf. Hin und wieder gab er Kurse und Masterclasses sowie Privatunterricht.